# 维克托·拉绍维奇
维克托·拉绍维奇（1993年8月13日—），塞尔维亚男子水球运动员。他曾代表塞尔维亚国家队参加2024年夏季奥林匹克运动会男子水球比赛，获得一枚金牌。

## 家庭
哥哥斯特拉希尼亚·拉绍维奇。